# Вали до Журуа (мезорегион)
Мезорегион Вали ду Журуа е административно-статистически мезорегион в Бразилия — един от двата мезорегиона на щата Акри (другият е Вали ду Акри). Населението на Вали ду Журуа към 2009 е 202.002 души, а територията му е 74.965 km2. Средната гъстота на населението във Вали ду Журуа е 2,69 д./km2.
Територията на Вали ду Журуа е присъединена към Бразилия с договора от Петрополис от 17 ноември 1903, подписан между Бразилия и Боливия.

## Микрорегиони
Мезорегионът Вали ду Журуа се състои от два микрорегиона:
| Микрорегион                                    | Площ (km²) | Население към 2009 | БВП (R$ 1.000,00) за 2007 |
| ---------------------------------------------- | ---------- | ------------------ | ------------------------- |
| Крузейру ду Сул                                | 29.781     | 128.338            | 745.122                   |
| Тарауака                                       | 45.164     | 73.664             | 401.985                   |
| Микрорегионите във Вали ду Журуа, според IBGE. |            |                    |                           |